# شهرستان ویلر (نبراسکا)
شهرستان ویلر، نبراسکا (به انگلیسی: Wheeler County, Nebraska) یک سکونتگاه مسکونی در ایالات متحده آمریکا است که در نبراسکا واقع شده‌است.

## خصوصیات
شهرستان ویلر ۱٬۴۹۱ کیلومترمربع مساحت دارد.